# Denis Zdorikov
Denis Zdorikov (ur. 4 maja 1983) – uzbecki zapaśnik w stylu klasycznym. Trzykrotny uczestnik mistrzostw świata, siedemnasty w 2005. Piąty na igrzyskach azjatyckich w 2006. Zdobył brązowy medal mistrzostw Azji w 2006 roku.